# Cyathula officinalis
Cyathula officinalis (en xinès: Chuan Niu Xi), és una espècie de Cyathula nativa de la Xina (Guizhou, Hebei, Shanxi, Sichuan, Yunnan, Zhejiang) i Nepal. El seu número d'IPNI és 60176-1.